# Grace Lau
Grace Lau (chinês tradicional: 劉慕裳; 19 de outubro de 1991) é uma carateca honconguesa, medalhista olímpica.

## Carreira
Lau conquistou a medalha de bronze nos Jogos Olímpicos de Verão de 2020 em Tóquio, após confronto na disputa contra a turca Dilara Bozan na modalidade kata feminina. Nesta edição, foi porta-bandeira na cerimônia de encerramento. Ela também é medalhista de bronze no Campeonato Mundial de Caratê, nos Jogos Asiáticos e nos Jogos Mundiais de Praia.